# Anabathmis
Genre
Anabathmis est un genre de passereaux de la famille des Nectariniidae. Il se trouve à l'état naturel dans le centre de l'Afrique et le golfe de Guinée,,.

## Liste des espèces
Selon la classification de référence du Congrès ornithologique international (version 8.1, 2018) :
- Anabathmis hartlaubii (Hartlaub, 1857) — Souimanga de Hartlaub
- Anabathmis newtonii (Barboza du Bocage, 1887) — Souimanga de Newton
- Anabathmis reichenbachii (Hartlaub, 1857) — Souimanga de Reichenbach